# Jesús-Vito Hernández Gil
Jesús-Vito Hernández Gil (Navas de Oro, c. 1908 - Sotosalbos, 10 de agosto de 1936) fue un abogado y fiscal en Segovia, donde residía, y miembro de las Juventudes Socialistas Unificadas. El 10 de agosto de 1936, días después del golpe de Estado que dio lugar a la Guerra Civil, fue sacado de su casa por falangistas segovianos y trasladado a unos quince kilómetros de la ciudad, donde fue ejecutado y enterrado.